# Sociální reprodukce
Sociální reprodukce (anglicky social reproduction) je koncept používaný v sociologii a teorii společnosti, který se zabývá udržováním a zachováním existujících sociálních struktur a systémů na základě konkrétních faktorů, jako jsou demografie, vzdělání a předávání materiálního bohatství nebo titulů. Tento proces zahrnuje přenos a udržování sociálních postavení, hodnot, způsobů chování a myšlení z jedné generace na druhou. Sociální reprodukce může být zkoumaná z různých perspektiv, včetně ekonomických, kulturních, genderových a vzdělávacích hledisek.

## Čtyři druhy kapitálu
Sociolog Pierre Bourdieu klasifikoval čtyři druhy kapitálu, které hrají roli při udržování a reprodukci sociální struktury ve společnosti: ekonomický, sociální, kulturní a symbolický kapitál.

### Ekonomický kapitál
Hmotné statky a finanční kapitál jednotlivce, které lze získat vlastním úsilím, či prostřednictvím dědění. Ekonomický kapitál je přímo směnitelný na peníze a může být institucionalizován ve formě vlastnických práv jako kapitál kulturní. 

### Kulturní kapitál
Sdílené názory, přesvědčení, znalosti a dovednosti, které se předávají mezi generacemi, a mohou ovlivnit lidský kapitál. Kulturní kapitál zahrnuje symbolické i materiální statky a může existovat ve třech formách: ztělesněný kapitál, objektivizovaný kapitál a institucionalizovaný kapitál.

### Lidský kapitál
Osobní atributy, které přispívají k pravděpodobnosti získání sociálního kapitálu. Jako investice do lidského kapitálu je považováno vzdělání či pracovní školení. Lidský kapitál má podstatný vliv na individuální výdělky. 

### Sociální kapitál
Souhrn skutečných nebo potencionálních zdrojů, které jsou spojeny s vlastnictvím sítě vztahů vzájemného poznání a uznání – jinými slovy s členstvím ve skupině. Objem sociálního kapitálu záleží na velikosti síti vztahů a na objemu kapitálu (ekonomického, kulturního nebo symbolického), kterým disponuje každý jedinec na ni napojený.
Sociální kapitál může do značné míry ovlivnit schopnost člověka najít příležitosti, zejména zaměstnání.

## Vzdělání
Vzdělání je považováno za klíč k sociálnímu růstu a hospodářské prosperitě. Je považováno za příležitost pro lidi z chudších vrstev, kterým tím dává šanci postoupit výš. I přes to je ale vyšší vzdělání privilegiem vyšších tříd, jelikož pokus o vyrovnání příležitostí selhává kvůli některým klíčovým aspektům, jako je nákladnost studia, především nákladné vybavení nebo kvalitnější vyučující. Podle sociologa Pierra Bourdieua je jedním z hlavních důvodů zvýhodňování vyšší třídy také znalost akademického jazyka, díky které jsou tito lidé lépe ohodnocováni a upřednostňováni i ve vědních oborech již od mládí. V mnoha vysokopříjmových zemích proto dochází k vytváření elit již od dětství.

## Reprodukce v české společnosti
Studie ukazuje, že česká společnost je stále ovlivňovaná ideály, které byly zakořeněny v minulých dobách, a které se týkají rodinných vztahů, genderových rolí nebo sociální stratifikace. Tyto ideály jsou často spojeny se stereotypy a diskriminací, mohou tak přispět k reprodukci nerovnosti a vyloučení v rámci společnosti.
Ideály české společnosti podporují prvky tradičního rodinného modelu, kde muži jsou považováni za hlavní živitele rodiny a ženy zodpovědné za domácnost a péči o dítě. Tento model může ovlivňovat rozhodování žen o kariéře a zaměstnání.
Různé faktory jako je ekonomická situace, politický systém, sociální stratifikace a změny ve společnosti ovlivňují sociální reprodukci v české společnosti. Například ekonomická prosperita a možnosti vzdělání přispívají k rovnosti šancí a sociální soudružnosti, zatímco chudoba a nezaměstnanost braní možnostem jedinců a skupin.
Migrace, změna ekonomických podmínek, změna sociálních struktur, změna ideálů a hodnot v české společnosti může omezeně nebo i celkově narušit proces sociální reprodukce. V takových případech může dojít ke změně sociálního uspořádání společnosti a k přerušení kontinuity, která je typická pro sociální reprodukci.